# Trondes
Trondes – miejscowość i gmina we Francji, w regionie Grand Est, w departamencie Meurthe i Mozela.
Według danych na rok 1990 gminę zamieszkiwało 470 osób, a gęstość zaludnienia wynosiła 37 osób/km² (wśród 2335 gmin Lotaryngii Trondes plasuje się na 611. miejscu pod względem liczby ludności, natomiast pod względem powierzchni na miejscu 440.).